# Carl Hunnius
Carl Abraham Rudolf Hunnius (* 24. Juni 1873 in Maholm, Gouvernement Estland; † 25. April 1964 in Wyk auf Föhr) war ein deutsch-baltischer Theologe, Philologe und Pädagoge.

## Leben

### Herkunft
Carl Hunnius wurde 1873 in Maholm als Sohn des Pastors Frommhold Hunnius geboren.
Hunnius war ein Nachfahre des Mediziners Carl Abraham Hunnius (1797–1851), Neffe der Schriftstellerin Monika Hunnius (1858–1934) und ein entfernter Vetter des Schriftstellers Hermann Hesse, mit dem er in den 1950er Jahren im Briefwechsel stand.

### Werdegang
Seine Schulzeit verbrachte er auf dem Gouvernementsgymnasium Reval, auf dem Volckschen Privatgymnasium in Dorpat und auf dem Städtischen Gymnasium in Libau, wo er 1893 sein Abitur machte. Im Anschluss studierte er bis 1898 Evangelische Theologie an der Kaiserlichen Universität Dorpat. Dort wurde er Mitglied der Baltischen Corporation Estonia Dorpat, der er 1897 als Senior vorstand. 1899 ging er ins Examen. Ab 1900 studierte er an der Kaiser-Wilhelms-Universität Straßburg und der Georg-August-Universität Göttingen. 1904 wurde er in Göttingen zum Dr. phil. promoviert. Dabei studierte er auch die Syrische, Arabische und Persische Sprache. Er war Herausgeber der scheinbar unentzifferbaren Pariser Handschrift des Alexanderliedes, das dem syrischen Bischof Jakob von Sarug (451–521) zugeschrieben wird. In den Folgejahren unterrichtete Hunnius als Lehrer an den deutschen Kirchenschulen in Sankt Petersburg sowie als Bibliothekar an der dortigen Kaiserlichen Akademie der Wissenschaften.
Ab 1907 war Hunnius Direktor der Landesschule der Kurländischen Ritterschaft in Mitau, die bis 1919 bestand. 1910 heiratete er die Mitauer Bankierstochter Else Westermann. Sie hatten vier Kinder: Otto (gefallen im Zweiten Weltkrieg), Elisabeth, Irmingard und Waltraut. Irmingard Hunnius heiratete den Arzt Fritz Nödl, 1960–1980 Ordinarius für Dermatologie an der Universität des Saarlandes, Waltraut Hunnius den Staats- und Völkerrechtler Hermann von Mangoldt. Mit seiner Familie flüchtete Hunnius nach Misdroy in Pommern, wo er für die Kinder seiner geflüchteten Landsleute die Baltenschule Misdroy gründete, der sich bald das vom Baltischen Roten Kreuz gegründete Ostsee-Internat Dünenschloß angliederte. Ende 1944 wurde die Schule als nationalsozialistische Deutsche Heimschule verstaatlicht, die nur wenige Monate bestand. Im März 1945 floh er nach Wyk auf Föhr, wo er mit Walther von Roth die nach ihm benannte Schule als erste Oberschule in Wyk auf Föhr und das damit verbundene Carl-Hunnius-Internat gründete. 1949 wurde die Oberschule vom Land Schleswig-Holstein als Staatliche Oberschule  übernommen. Später erhielt sie den Namen Eilun Feer Skuul. Hunnius verfasste bis ins hohe Alter theologische Schriften und leitete Vortragszirkel. Mit 91 Jahren gestorben, wurde er auf dem St. Nicolai in Boldixum beerdigt. Sein Grab ist erhalten (2011).

## Werke
- Das syrische Alexanderlied. Diss. Univ. Göttingen 1904.
- Meine Erinnerungen. Schriftenreihe der Studentengeschichtlichen Vereinigung im CC. Starnberg 1976.